# Teaca
Teaca é uma comuna romena localizada no distrito de Bistrița-Năsăud, na região histórica da Transilvânia. A comuna possui uma área de  km² e sua população era de 6015 habitantes segundo o censo de 2007.